# Unión Demócrata de Asia Pacífico
La Unión Demócrata de Asia Pacífico (en inglés: Asia Pacific Democrat Union, abreviado como APDU) es una asociación internacional de partidos políticos de centroderecha a derecha, y miembros cercanos a la Unión Internacional Demócrata (UID). El exprimer ministro de Sri Lanka, Ranil Wickremesinghe, es el actual presidente de la Unión Demócrata de Asia Pacífico, que ejerce el cargo desde 2005.

## Miembros
| País           | Partido                             | Abreviatura | Color               | Escaños legislativos | Escaños legislativos             | Total como porcentaje | Estado actual  |
| País           | Partido                             | Abreviatura | Color               | Cámara baja          | Cámara alta                      | Total como porcentaje | Estado actual  |
| -------------- | ----------------------------------- | ----------- | ------------------- | -------------------- | -------------------------------- | --------------------- | -------------- |
| Australia      | Partido Liberal                     | LP          | Azul                | 61/151               | 29/76                            | 36.7%                 | En oposición   |
| Bangladés      | Partido Nacionalista de Bangladés   | BNP         | Azul                | 7/350                | Legislatura solamente unicameral | 2.00%                 | En oposición   |
| Canadá         | Partido Conservador                 | CPC PCC     | Azul                | 119/338              | 20/105                           | 29.12%                | En oposición   |
| Taiwán         | Kuomintang                          | KMT         | Azul                | 35/113               | Legislatura solamente unicameral | 30.97%                | En oposición   |
| Chile          | Renovación Nacional                 | RN          | Azul                | 19/120               | 8/38                             | 17.09%                | En oposición   |
| El Salvador    | Alianza Republicana Nacionalista    | ARENA       | Azul, blanco y rojo | 14/84                | Legislatura solamente unicameral | 41.67%                | En oposición   |
| India          | Partido Popular Indio               | BJP         | Azafrán             | 303/543              | 92/245                           | 53.80%                | En el gobierno |
| Indonesia      | Partido del Despertar Nacional      | PKB         | Verde               | 58/575               | Cámara independiente             | 8.40%                 | En el gobierno |
| Corea del Sur  | Partido del Poder Popular           | PPP         | Rojo                | 103/300              | Legislatura solamente unicameral | 34.33%                | En oposición   |
| Maldivas       | Partido Democrático de las Maldivas | MDP         | Amarillo            | 65/87                | Legislatura solamente unicameral | 74.71%                | En el gobierno |
| Mongolia       | Partido Demócratico                 | AN          | Celeste             | 9/76                 | Legislatura solamente unicameral | 11.84%                | En oposición   |
| Nepal          | Partido Nacional Democrático        | RPP         | Oro                 | 1/275                | 0/59                             | 0.30%                 | En oposición   |
| Nueva Zelanda  | Partido Nacional                    | Nats        | Azul                | 35/120               | Legislatura solamente unicameral | 26.79%                | En oposición   |
| Sri Lanka      | Partido Nacional Unido              | UNP         | Verde               | 1/225                | Legislatura solamente unicameral | 0.44%                 | En oposición   |
| Estados Unidos | Partido Republicano                 | PR/GOP      | Rojo                | 212/435              | 50/100                           | 47.10%                | En oposición   |